# Йордан Червенелеков
Йордан Д. Червенелеков или Червенолеков (понякога Червен Елеков) е български просветен деец и революционер, деец на Вътрешната македоно-одринска революционна организация.

## Биография
Йордан Червенелеков е роден в град Щип, тогава в Османската империя. Негов брат е учителят и революционер Христо Червенелеков. Става учител и преподава в родния си град. Същевременно се занимава с революционна дейност и влиза във ВМОРО. Избухването на Винишката афера през есента на 1897 година го заварва учител във Виница. Червенлеков е арестуван, изнасилен и подложен на жестоки изтезания, от които умира в 1898 година.